# بعض الفتيات: حياتي في الحريم
بعض الفتيات: حياتي في الحريم (بالإنجليزية: Some Girls: My Life in a Harem) هو كتاب سيرة ذاتية نشر في عام 2010 من قبل جيليان لورين عن تجربتها كواحدة من «حريم السلطان» الشابات لمدة قصيرة أو طويلة الأمد لدى الأمير جفري البلقية شقيق سلطان بروناي حسن البلقية بين عامي 1992 و1995.

## محتوى الكتاب
يركز الكتاب على تجارب لورين الشخصية، كما يقدم في نفس الآن معلومات وافرة حول كيفية إدارة برنامج الإتجار في النزيلات الشابات بائعات الهوى خلال جزء من التسعينات. حيث يروي كيف يتم توظيف نساء جميلات في مقتبل العمر بناء على عقد قصير المدة لايتعدى عادة ثلاثة أسابيع، يمكن تمديده في بعض الحالات والتي قد تصل إلى سنة أو سنتين أو أكثر. ويتم استيعاب الضيوف الإناث في منازل فاخرة في أراضي تابعة للأسرة الحاكمة، مع حركة محدودة خارج الممتلكات. وقد كانت أجور الضيفات في حدود 2000 دولار أمريكي تدفع بشكل أسبوعي، بالإضافة إلى هدايا قيمة مثل المجوهرات. في المقابل تحضر النساء حفلًا في أي وقت كان، من المتوقع حضور الأمير جفري فيه مع عدد من أصدقاءه وضيوفه الذكور. حيث يشاركن في الغناء والرقص والشراب والترفيه. وقد كانت غالبا ما ترافق إحدى الفتيات الأمير جفري بعد الحفل.
وفقا للكتاب، أصبحت لورين خليلة جفري الثانية، مما حذى بها لمقابلة السلطان شخصيا، وكذلك السفر إلى الخارج مع الوفد المرافق لجفري. وقد كان دخلها الإجمالي بين عامي 1992 و1995، بعد حوالي عامين من وجودها في بروناي، حوالي 300 ألف دولار.
وبحسب الكتاب يتم ذكر الأشخاص غير ملوك بروناي بالاسم الأول فقط.
من بين رفيقات الأمير كانت شيلا الملقبة ب«حيوان السنة» والتي عاشت سابقا مع عائلة بوب غوتشيوني قبل الانضمام إلى الحريم. كذلك ممثلة التلفزيون الفلبينية السابقة فيونا، والتي كانت خليلة الأمير الأولى وواحدة من كبار المدعوين على المدى الطويل، بعد أن شاهدها جفري لأول مرة على الشاشة. وبالرغم من حصولها على عرض يقدر بمليون دولار وخاتم خطوبة للانضمام إلى صفوف زوجات الأمير جفري، إلا أنها رفضت العرض وغادرت بروناي.